# Untouchable
"Untouchable" (em português: "Intocável") é o título do 21.° single do grupo pop britânico Girls Aloud, e o terceiro do seu quinto álbum álbum de estúdio, Out of Control. O single foi lançado em 27 de abril de 2009 pela gravadora Fascination Records.

## Lançamento e recepção
A canção é a mais longa da carreira das Girls Aloud, com 6:45 de duração, sendo executada nas rádios uma versão editada de 3:49 de duração. Sarah Harding descreveu a canção como "totalmente anos noventa, uma pura canção pop dance. [...] Eu me perco no início da música e, em seguida, ela cresce, cresce e cresce."
O "emocional som agudo da guitarra" que se ouve na música é trabalho do músico integrante do Xenomania, Jason Resch, a pedido de Brian Higgins por algo "especial". Higgins preferiu lançar a música na íntegra para o álbum, sabendo que "The Promise" e "The Loving Kind"  seriam os dois primeiros singles, e ele poderia remixar "Untouchable" para lançar como single mais tarde. "Untouchable" foi escolhida como terceiro single do Out of Control após uma votação feita no fórum oficial do grupo, sendo anunciado seu lançamento em 20 de fevereiro de 2009.
A canção recebeu em geral críticas positivas, sendo descrita pelo Popjustice como "rápida, eletrônica e fantástica", com um refrão empolgante. Também foi saudada como "uma das mais ambiciosas e clássicas músicas pop do ano". John Earls do Planet Sound classificou-a como "a faixa de destaque do Out Of Control", fazendo comparações com o DJ Sasha e a música rave da década de 90.

## Videoclipe
O videoclipe de "Untouchable" foi dirigido por Marco Puig, com pós-produção do The Mill. Filmado em um estúdio em Londres, em 18 de março de 2009, as filmagens tiveram dezesseis horas de duração. Fotos das Girls Aloud vestindo "apertadas roupas de borracha" para o videoclipe foram publicadas em tablóides, em 25 de março de 2009. O vídeo estreou em 25 de março de 2009, no canal 4music, sendo disponibilizado ao MSN no dia seguinte.
O videoclipe futurista foi inspirado pelo clássico filme de ficção científica 2001: Uma Odisséia no Espaço, de Stanley Kubrick, e no videoclipe Spice Up Your Life, do grupo britânico Spice Girls. As Girls Aloud aparecem em roupas futurísticas "inspiradas em colants de PVC", viajando através do espaço e se aproximando da Terra em esferas de vidro iluminado (lembrando meteoritos).
O Digital Spy elogiou o videoclipe de "Untouchable", descrevendo-o como "quase tão excitante quanto a música em si."

## Faixas e formatos
"Untouchable" foi lançado como single em 27 de abril de 2009, enquanto os formatos para download digital estavam disponíveis no dia anterior. O single inclui um novo b-side intitulado "It's Your Dynamite", enquanto o formato em vinil inclui o remix "Love Is The Key (Thriller Jill Mix)", que foi utilizado nos créditos de abertura e nos comerciais do programa The Girls Aloud Party.
Esses são os principais formatos e faixas lançados do single de "Untouchable":
UK CD (Fascination)
1. "Untouchable" (Radio Mix) — 3:49
2. "It's Your Dynamite" (Girls Aloud, Xenomania) — 4:21

UK 7" vinyl (Fascination)
1. "Untouchable" (Radio Mix) — 3:49
2. "Love Is the Key" (Thriller Jill Mix) (Girls Aloud, Cooper, Higgins, Powell) — 6:35

Download digital
1. "Untouchable" (Radio Mix) — 3:49
2. "Untouchable" (Bimbo Jones Radio Edit) — 3:46
3. "Untouchable" (Bimbo Jones Club Mix) — 6:04

Download exclusivo no iTunes
1. "Untouchable" (Radio Mix) — 3:49
2. "Untouchable" (Album Version Edit) — 3:03
3. "Untouchable" (Bimbo Jones Club Mix) — 6:04

Nota
- 1: A versão "album edit" (em português: edição do álbum) e o remix "Bimbo Jones Club Mix" foram disponibilizadas exclusivamente para download pelo iTunes.[14]

## Desempenho nas paradas
A canção estreou no UK Singles Chart em 29 de março de 2009, na 54ª posição. Em 3 de Maio, alcançou seu pico na parada, chegando ao 11º lugar, caindo para a 21ª posição na semana seguinte. Foi a primeira vez que as Girls Aloud tiveram um single fora do Top 10 britânico.
Na Irlanda, a canção estreou na 38ª posição, conseguindo acançar o 19º lugar.

### Posição nas paradas
| Paradas (2009)        | Posição |
| --------------------- | ------- |
| UK Singles Chart      | 11      |
| Ireland Singles Chart | 19      |